# WHL0137-LS
WHL0137-LS (även känd som Earendel, är en stjärna som ligger i norra delen av stjärnbilden Valfisken. Upptäckt 2022 av rymdteleskopet Hubble, är det den tidigaste och mest avlägsna kända stjärnan, på ett avstånd av 28 miljarder ljusår (8,6 miljarder parsec). Den tidigare mest kända stjärnan, MACS J1149 Lensed Star 1, även känd som Icarus, på ett avstånd av 14,4 miljarder ljusår (4,4 miljarder parsecs), upptäcktes av Hubble 2018. Stjärnor som Earendel kan observeras på kosmologiska avstånd tack vare den stora förstoringen faktorer som ges av gravitationslinser, som kan överstiga 1 000. Andra stjärnor har observerats genom denna teknik, såsom Godzilla.

## Observation

James Webb rymdteleskopbild av galaxhopen WHL0137-08 och Earendel

Earendels upptäckt av rymdteleskopet Hubble rapporterades den 30 mars 2022. Stjärnan kunde detekteras på grund av gravitationslinser orsakade av närvaron av galaxhopen WHL0137-08 mellan den och jorden, vilket koncentrerade ljuset från stjärna. Datorsimuleringar av linseffekten tyder på att Earendels ljusstyrka förstorades mellan tusen och fyrtio tusen gånger.  Datumen för Hubbles exponeringar av stjärnans ljus var 7 juni 2016, 17 juli 2016, 4 november 2019 och 27 november 2019.

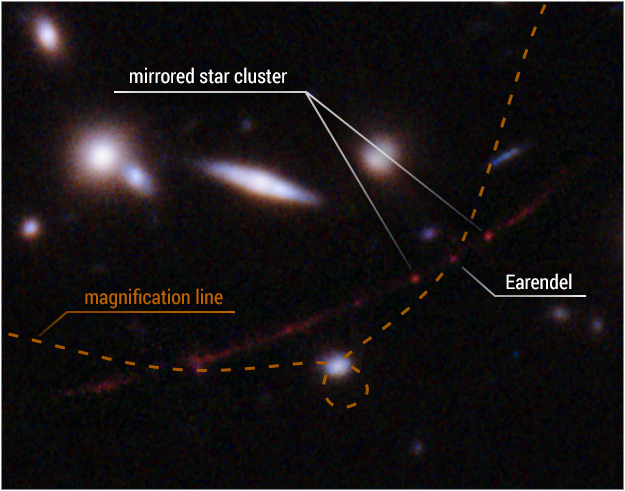
Earendel avbildad av rymdteleskopet Hubble

Stjärnan fick smeknamnet Earendel av upptäckarna, härlett från det gamla engelska namnet för "morgonstjärna" eller "stigande ljus". Earendil är också namnet på en halvalvkaraktär i en av J.R.R. Tolkiens böcker, The Silmarillion, som färdades genom himlen med en strålande juvel som verkade ljus som en stjärna. NASA-astronomen Michelle Thaller bekräftade att hänvisningen till Tolkien var avsiktlig. Stjärnans värdgalax, WHL0137-zD1, fick smeknamnet "Sunrise Arc", eftersom gravitationslinser förvrängde dess ljus till en lång halvmåne.
Ytterligare observationer av Hubble och James Webb-teleskopet har föreslagits för att bättre definiera stjärnans egenskaper. James Webbs högre känslighet förväntas möjliggöra analysen av Earendels stjärnspektra och avgöra om det faktiskt är en enda stjärna. Spektralanalysen skulle visa närvaro av element som är tyngre än väte och helium, om några.
Den 30 juli 2022 togs en bild av Earendel av James Webb-teleskopet under dess första bildkampanj av stjärnan.
Den 8 augusti 2023 upptäcktes Earendels färger, och bild togs av både Hubble- och Webb-teleskopen. Baserat på Webbs NIRCam-data är Earendel en "massiv stjärna av spektraltyp B som är mer än dubbelt så varm som vår sol, och ungefär en miljon gånger mer ljusstark". Webbs observationer, särskilt genom den nära-infraröda kameran, avslöjade detaljer, som antydningar om en kallare, rödare följeslagare. Denna upptäckt ger insikter i universums avlägsna förflutna, som speglar de tidiga stadierna av galaktisk evolution.

## Egenskaper

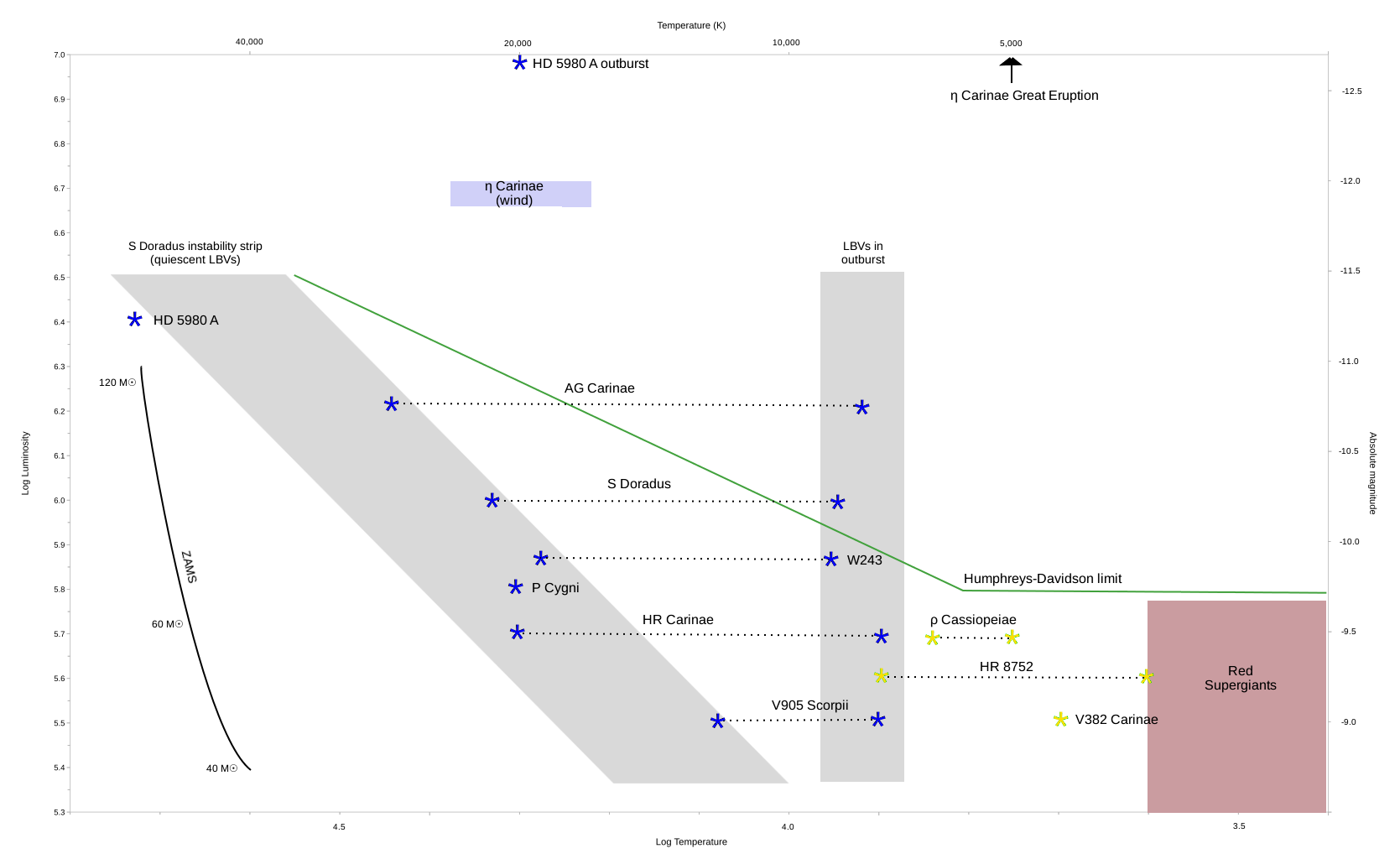
Övre delen av HR-diagrammet visar platsen för S Doradus instabilitetsremsan och platsen för LBV-utbrott. Huvudserien är den tunna sluttande linjen nere till vänster. (WHL0137-LS visas inte i detta HR-diagram)

Ljuset som upptäcktes från Earendel sändes ut 900 miljoner år efter Big bang. Stjärnan har bestämts ha en 6,2 ± 0,1 rödförskjutning, vilket betyder att ljuset från Earendel nådde jorden 12,9 miljarder år senare. På grund av universums expansion är stjärnans observerade position nu 28 miljarder ljusår bort. Den tidigare mest avlägsna stjärnan, MACS J1149 Lensed Star 1, har en rödförskjutning på 1,49 och är nu 14,4 miljarder ljusår bort.
Om det är en ensam stjärna har Earendel en temperatur på 13 000 – 16 000 K och en luminositet som är 631 000 – 3 981 000 gånger solens, beroende på förstoringen. Det är möjligt att Earendel kanske inte är en ensam stjärna eftersom dess spektrala energifördelning har ett starkt Balmerbrott, vilket är karakteristiskt för stjärnor med temperaturer under 13 000 K och en blå UV-lutning som finns i stjärnor med temperaturer över 20 000 K. Det är möjligt att Earendel är en binär med två komponenter, där den ena är mer ljusstark och mycket varmare (34 000 K) än den andra (9 000 K). På grund av den begränsade mängden data är parametrarna inte väl avgränsade. Om två stjärnor finns i systemet kan de ha olika förstoringar, vilket gör parametrarna ännu mer osäkra.